# Georges Henein
Georges Henein, né au Caire le 20 novembre 1914 et mort à Paris le 18 juillet 1973, est un journaliste, écrivain et poète surréaliste égyptien.

## Biographie
Georges Henein est né au Caire le 20 novembre 1914, d'un père notable de la haute bourgeoisie copte, Sadik Henein Pacha, et d'une mère d'origine italienne, Maria Zanelli. Entre autres activités, son père, sera administrateur de la Banque nationale, directeur des Eaux du Caire et de la Compagnie frigorifique d'Égypte, membre du Conseil économique de l'État. En tant que proche du roi Fouad Ier, il est surtout un diplomate en vue. Très tôt, le jeune Henein fréquente la société élégante, intellectuelle et polyglotte du Caire, où l'on parle couramment anglais, italien, français. D'ailleurs, selon son ami Berto Fahri, il ne maîtrisera vraiment l'arabe qu'à l'âge de vingt ans. Il fait ses études en Europe, où il suit son père envoyé en mission diplomatique, d'abord à Bruxelles en 1923, puis à Madrid. De 1926 à 1930, il poursuit ses études à Rome, avant d'arriver en France, à Neuilly, où il s'inscrit en faculté de droit après avoir passé ses deux baccalauréats. En 1933, il retourne au Caire, où il passe sa licence à l'École française de droit. Il publie ses premiers textes, notamment son manifeste De l'irréalisme, dans la revue Un effort du groupe « les Essayistes », autour de Gabriel Boctor. En quelques mois, il devient un jeune écrivain connu du milieu francophone, un chroniqueur savoureux, éclairant ou vachard, chroniqueur et billettiste hors pair dans des journaux égyptiens.
En 1935 il fait paraître au Caire une première plaquette intitulée Le Rappel à l'ordure, cosignée avec Jo Farna (Joseph Habachi), qui comporte notamment des poèmes et deux essais importants : À propos de patrie et Scatologie pornographie littérature. Le titre est à l'évidence une parodie cruelle de celui de Jean Cocteau, Le Rappel à l'ordre. La même année commence une correspondance avec Henri Calet, qui sera très riche et durera jusqu'en mai 1956, deux mois avant la mort de Calet. L'année suivante, Henein entame une autre correspondance avec André Breton, lui écrivant notamment : « la lutte que vous menez est une lutte pour l'évidence ». Il arrive alors à Paris, où il rencontre aussitôt Henri Calet, mais retourne périodiquement au Caire, où il est à mi-temps secrétaire des Eaux. Il collabore à la revue Les Humbles, d'obédience marxiste-léniniste, et adhère au trotskisme en 1938, année où José Corti publie une plaquette de ses poèmes intitulée Déraisons d'être, saluée par Calet et André Gide. 

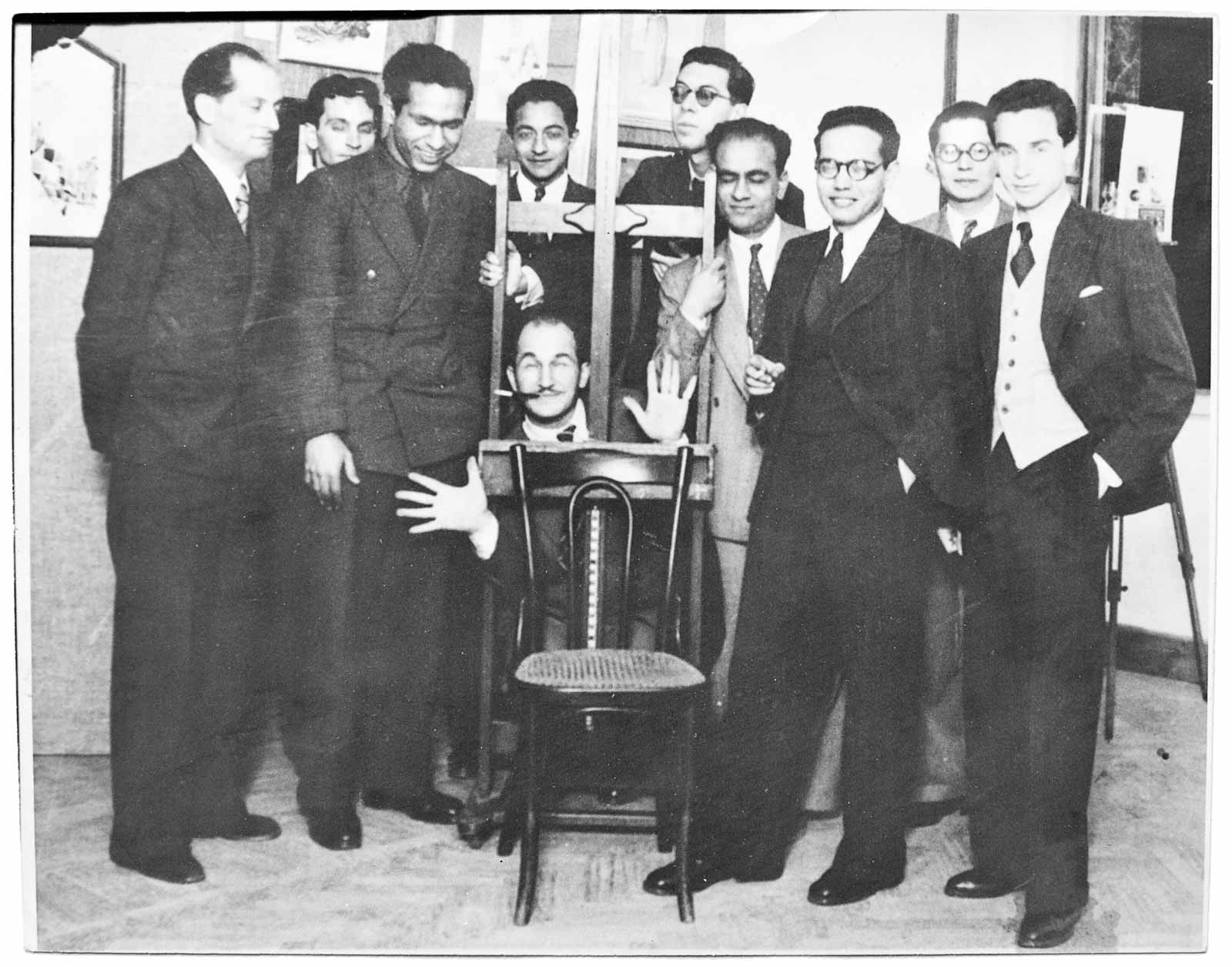
Membres du groupe Art et Liberté, 1941. De gauche à droite, devant : Jean Moscatelli, Kamel el-Telmissany, Angelo de Riz, Ramsès Younane, Fouad Kamel; derrière : Albert Cossery, inconnu, Georges Henein, Maurice Fahmy, Raoul Curiel.

Dans ces années 1930, il assure la diffusion du surréalisme au Caire, en cofondant, avec Ramsès Younane, le groupe Art et Liberté, qui prône une rupture esthétique (« Vive l'art dégénéré ! ») et travaille à la défense de la culture occidentale, auquel participa entre autres Albert Cossery – dont il publiera le premier roman La Maison de la mort certaine en 1944 et lancera ainsi sa carrière dans les lettres françaises. Il joue alors un rôle décisif dans l'émergence d'une avant-garde littéraire et artistique égyptienne, participe notamment, en 1939, à la fondation de l'hebdomadaire Don Quichotte, « Journal des jeunes » engagé et novateur, avec Henri Curiel et son frère Raoul. La même année, lors de ses passages à Paris, il rencontre Benjamin Péret en juin, et fin août André Breton. C'est aussi l'époque où il rencontre Iqbal El Alaily (en), dite Boula, musulmane, petite-fille du poète Ahmed Chawki, une des figures majeures de la littérature surréaliste égyptienne qui se joint au mouvement en 1939. Ensemble, à partir de 1945, ils se rendent presque chaque année à Paris, la plupart du temps à l'hôtel Madison, boulevard Saint-Germain. Il fait alors paraître aux Éditions Masses du Caire son pamphlet politique Prestige de la Terreur, écrit au lendemain du bombardement de Hiroshima, dans lequel il exprime toute sa révolte et fureur contre l'infamie du feu nucléaire. Face à cette terreur des guerres dites « justes », et contre la dictature des « moyens », il en appelle aux prestiges de l'utopie, concluant son texte par ses mots, en majuscules : « IL N'EST QUE TEMPS DE REDORER LE BLASON DES CHIMÈRES... » C'est à cette époque qu'il rencontre également Henri Michaux, en voyage au Caire, avec qui l'amitié sera immédiate et constante, comme en témoigne un texte qu'il consacre à Henein en 1974. Il en appelle à « une conscience sacrilège » critique, aussi bien sur le plan politique que sur le plan artistique ou littéraire.
À partir d'avril 1946, il rédige de brèves chroniques, depuis Paris puis depuis Le Caire, sans doute avec son ami Calet, dans le journal parisien Juin. Il collabore aussi notamment à la revue Troisième convoi (1945-1951), créée par son ami Michel Fardoulis-Lagrange, dont il préfacera Les Caryatides et l'albinos en 1959, et Jean Maquet. En 1947, avec le poète Edmond Jabès et le peintre Ramsès Younane, il crée la revue (et les éditions du même nom) La Part du sable, cahier international de critique et de littérature, qui publiera notamment un Hommage à Nietzsche en 1950, un cahier titré Allusion à Kafka en 1954, un autre Vues sur Kierkegaard en 1955. Il publie aux Éditions de Minuit, dans la collection « Nouvelles originales » dirigée par Georges Lambrichs, Un temps de petite fille, qui rassemble les trois récits « Un temps de petite fille, Le guetteur, La vie creuse ». À Paris, il codirige le bureau de liaison surréaliste Cause, mais dès 1948, il s'éloigne du groupe surréaliste, notamment en raison des querelles qui opposent Breton au parti communiste, tout en continuant à publier ses poèmes dans Phases. Cet éloignement est aussi lié à sa réflexion personnelle et à sa grande indépendance d'esprit, incompatible avec une logique de groupe. En même temps, il dirige l'entreprise des Cigarettes Nestor Gianacis, dont son père était président du conseil d'administration. En juin 1954, il finit par épouser Iqbal el Alaily. Durant toutes ses années, son activité de journaliste, qu'il conçoit comme un art littéraire, est très intense, et il publie un très grand nombre d'articles, sur la littérature, l'art, la politique, notamment dans Le Progrès égyptien, puis à La Bourse égyptienne. En 1956 le Mercure de France fait paraître Le Seuil interdit, un recueil de douze courts récits poétiques, mêlant le récit cruel et le poème en prose. Dans ce livre qui contribue à le faire connaître en France, étant notamment salué par Maurice Nadeau dans Les Lettres nouvelles et Yves Bonnefoy, les personnages, surtout des femmes, semblent évoluer, hors de tout souci narratif, dans un monde onirique et surréel, où les gestes ont l'apparence de rites ou attitudes hiératiques.
Il est contraint à l'exil en 1962, en raison de ses positions politiques et de son opposition à Nasser, qui le démet de ses fonctions. Il revient alors en Europe, d'abord à Athènes, puis Paris, Casablanca, Gibraltar et Rome, où il poursuit son métier de journaliste. Dans ces années 1960, il s'intéresse beaucoup au Tiers monde, et écrit dans les revues L'Express, mais surtout Jeune Afrique, où il signe des notes sur les livres d'actualité, tient la rubrique « six jours dans le monde », rédige souvent les bilans de fin d'année (« portrait d'une année »), tout en publiant également de nombreux articles humoristiques ou politiques. Qu'il parle de Céline, de Marilyn Monroe ou de Françoise Hardy, l'écrivain brille par son ton libre, alerte, inaltérable. Il travaille dans cette urgence qui l'autorise à s'indigner ou s'émouvoir dans un même élan, une rage qui se teinte tantôt de mélancolie, tantôt de perfidie, avec une indépendance idéologique absolue. Un exemple : « Raymond Roussel a snobé Marcel Proust, et, rien que pour cela, il a droit à notre sympathie. » (Gulliver, 1973). En 1969, il participe à la Petite Encyclopédie politique, parue au Seuil et dirigée par François Châtelet, pour laquelle il écrit une vingtaine d'articles. Il meurt à Paris dans la nuit du 17 au 18 juillet 1973, des suites d'un cancer à la gorge. Après sa mort, sa femme contribue à faire connaître l'œuvre de ce contemporain singulier, révolutionnaire sans révolution, errant cosmopolite, se considérant comme « écrivain de nulle part », en rassemblant et publiant de nombreux textes dispersés ou inédits. Dans sa préface au volume réunissant ses Œuvres, paru chez Denoël en 2006, Berto Farhi écrit de lui : « Exilé dans son propre pays, étranger partout ailleurs, il était l'albatros d'un de ses premiers contes arabes, qui ne saura jamais où se poser et mourra d'épuisement. Il avait rêvé que le cosmopolitisme, comme le surréalisme, réconcilierait le monde, épuiserait les incompatibilités jusqu'à ce que les choses finissent par ne plus s'apercevoir contradictoirement. »

## Œuvres
- Suite et fin, Centonze, Le Caire, 1934.
- Le Rappel à l'ordure, avec Jo Farna, Le Caire, 1935.
- Déraisons d'être, José Corti, Paris, 1938.
- Prestige de la terreur, Masses, Le Caire, 1945 ; rééd. éditions Champollion, Le Caire, 1989 et Le Veilleur éditeur, Brest, 1992.
- Pour une conscience sacrilège, Masses, Le Caire, 1945.
- Qui êtes-vous, monsieur Aragon, Masses, Le Caire, 1945.
- Un Temps de petite fille, Minuit, Paris, 1947 (repris dans Notes sur un pays inutile).
- L'Incompatible, La Part du sable, Le Caire, 1949.
- Deux Effigies, La Part du sable, Le Caire, 1953 ; rééd. Puyraimond, Paris, 1978.
- Le Seuil interdit, Mercure de France, Paris, 1956 (repris dans Notes sur un pays inutile).
- Petite Encyclopédie politique, sous la direction de François Châtelet, Le Seuil, Paris, 1969 (auteur de 25 articles).
- Le Signe le plus obscur, Puyraimond, Paris, 1977.
- Notes sur un pays inutile, Puyraimond, Paris, 1977 ; rééd. Le Tout sur le Tout, Paris, 1982.
- La Force de saluer, La Différence, Paris, 1978.
- L'Esprit frappeur : carnets 1940-1973, Encres, Paris, 1980.
- À perte d'homme..., Le Nyctalope, Amiens, 1981.
- Le Voyageur du septième jour, Brandes, Losne, 1981.
- Lettres (1935-1956), Correspondance avec Henri Calet, Grandes Largeurs n° 2-3, Paris, 1981.
- Œuvres. Poésies, récits, essais et articles, édition établie par Pierre Vilar, avec Marc Kober et Daniel Lançon, préfaces d’Yves Bonnefoy et Berto Fahri, Denoël, 2006.